# Katerina Tretyakova

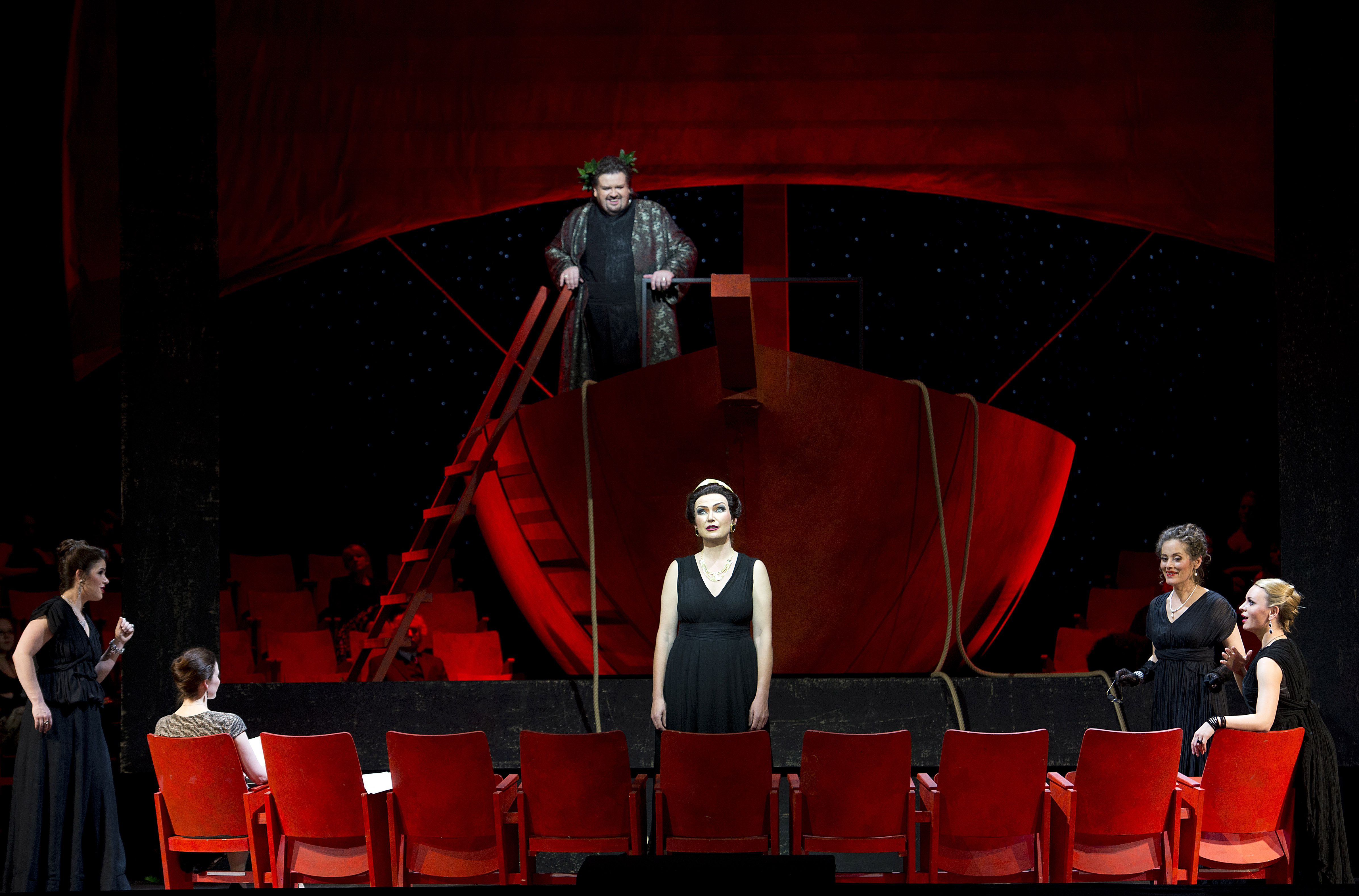
Katerina Tretyakova (ganz rechts) in Ariadne auf Naxos, Hamburgische Staatsoper (2012)

Katerina Tretyakova (russisch Катерина Третьякова, Katerina Tretjakowa, * 1980 in Murmansk) ist eine russische Opernsängerin (Lyrischer Sopran) Sie war von 2008 bis 2016 an der Hamburgischen Staatsoper engagiert. Seither arbeitet sie frei.

## Leben
Katerina Tretyakova zog im Kindesalter  mit ihrer Familie von Murmansk nach Litauen, wo sich der neue Arbeitsort ihres Vaters befand. In Litauen besuchte sie die Musikschule und lernte Klavierspielen. Mit fünfzehn Jahren begann sie ein Studium am Konservatorium in Vilnius.
Katerina Tretyakova studierte Gesang bei Giedrė Kaukaitė an der Litauischen Akademie für Musik und Theater und erlangte dort 2005 den Bachelor. Anschließend begann sie dort ein Magisterstudium, in dessen zweitem Semester sie mit einem Stipendium für ein Austauschstudienjahr an das Salzburger Mozarteum wechselte. 2006 debütierte sie bei den Salzburger Festspielen als Hyacinthus in Mozarts Apollo und Hyacinthus. Am Mozarteum studierte sie in der Klasse von Josef Wallnig und Elisabeth Wilke und schloss dort 2007 mit dem Magister in „Oper und Musiktheater“ ab. Danach studierte sie „Lied und Oratorium“ bei Breda Zakotnik.
2008 nahm sie zusammen mit elf weiteren jungen Sängern am Young Singers Project (YSP) der Salzburger Festspiele unter Leitung von Barbara Bonney und Michael Schade teil, wo Katerina Tretyakova die Pamina aus der Zauberflöte und die Juliette aus Gounods Roméo et Juliette einstudierte. Von 2008 bis 2010 war Katerina Tretyakova mit einem Stipendium der Körber-Stiftung Mitglied im Internationalen Opernstudio der Hamburgischen Staatsoper, In der Spielzeit 2010/11 wurde sie in das Ensemble der Staatsoper übernommen. Dieses Engagement löste sie 2016, um künftig frei zu arbeiten und sich dabei mehr nach dem Süden Europas zu orientieren, besonders nach Barcelona, wo ihr Lebensgefährte, der Pianist und Dirigent Ricardo Estrada zuhause ist. Sie nennt sich daraufhin inzwischen auf Operabase und ihrer eigenen Website Katerina Estrada Tretyakova.
Zu ihrem Repertoire gehören u. a. Violetta Valéry aus La traviata (Verdi), Lucia aus Lucia di Lammermoor (Donizetti), Juliette aus Roméo et Juliette (Gounod), Gilda aus Rigoletto (Verdi), Adina aus L’elisir d’amore (Donizetti), Pamina aus der Zauberflöte (Mozart), Susanna aus Le nozze di Figaro (Mozart), Adele aus der Fledermaus (Johann Strauss), die Valencienne aus Die lustige Witwe (Lehár), Gretel aus Hänsel und Gretel (Humperdinck), Anna aus Hans Heiling (Marschner), Regina aus Mathis der Maler (Hindemith), Oscar aus Un ballo in maschera (Verdi), Ighino aus Palestrina (Pfitzner), Antuanette aus Le Bal (Oscar Strasnoy) und Lucy aus Bliss (Brett Dean).

## Auszeichnungen und Preise
- 2005:
  - Auszeichnung beim litauischen Jonuskaite-Zauniene-Wettbewerb
- 2007:
  - Lilli-Lehmann-Medaille der Universität Mozarteum
  - 1. Preis im litauischen Paulauskas-Wettbewerb
  - 2. Preis im Internationalen Dvořák-Wettbewerb
  - Auszeichnung für die beste gesungene Arie des 20. Jahrhunderts (Gian Carlo Menotti: The Medium: Bravo! And after the theatre supper and dance…)
- 2012:
  - Dr.-Wilhelm-Oberdörffer-Preis der Stiftung zur Förderung der Hamburgischen Staatsoper[5]
- 2013:
  - 1. Preis beim Francisco-Viñas-Wettbewerb in Barcelona, Spanien
  - 1. Preis beim internationalen Wettbewerb „Le Grand Prix de l’Opéra“ in Bukarest, Rumänien
  - 2. Preis beim Montserrat-Caballé-Wettbewerb in Zaragoza, Spanien
  - 1. Preis beim Marcello-Giordani-Wettbewerb in Catania, Italien